# Корсаково (Бурятія)
Корсаково (рос. Корсаково) — село Кабанського району, Бурятії Росії. Входить до складу Сільського поселення Корсаковське.
Населення — 581 особа (2015 рік).